# Mazapán (grupo musical)
Mazapán es un grupo chileno de música infantil fundado en 1979 en Santiago de Chile. Es reconocido por sus álbumes de música original y su programa de televisión "Mazapán", transmitido en Televisión Nacional en la década de 1980. Han compuesto algunas de las canciones más reconocidas de la cultura popular chilena, como "Una cuncuna" y "La Vaquita Loca". Fue la cuna de la carrera como solista de la cantante Cecilia Echenique.

## Historia
El conjunto se formó en 1979, cuando siete estudiantes de diversas disciplinas musicales, dirigidas por Carmen Lavanchy, se interesaron en formar un grupo musical para entretener al público infantil de aquel momento.
Previo a la formación de Mazapán, cuatro de las integrantes formaron parte del grupo de música antigua Cuarteto Fontegara, grupo que tenía el fin de educar y acercar a la juventud en el gusto por la música, dando conciertos en colegios. En el programa daban una visión de cuatro épocas distintas; Medioevo, Renacimiento, Barroco y Edad Contemporánea, eligiendo obras cortas, atractivas y representativas; los conciertos se daban con Flauta, Viola da gamba, percusión y canto. Junto con la música presentaban también láminas ilustrativas y daban explicaciones acerca de las obras. A todo ello, seguía un foro con los asistentes a los mini-conciertos. 
Debido al deseo de aumentar el repertorio de música infantil nacional, que en esa época era muy escaso, Carmen Lavanchy, alumna ayudante de la Pontificia Universidad Católica de Chile, invitó a las otras tres integrantes, estudiantes de distintas disciplinas musicales a las que ella les había hecho clases, a formar un taller de interpretación y creación. Así se formó Mazapán.
En septiembre de 1980, publicaron su primer álbum: "Cuento y canciones infantiles", mediante el sello SyM, que contiene algunas de las canciones más populares del grupo, como "Carnavalito del Cienpiés", "La Vaquita Loca", y "El Grillo". La mayoría de las canciones de este álbum fueron compuestas por Lavanchy. Para difundir el álbum, lo enviaron a distintas estaciones de radio y canales de televisión, primero aparecieron en el Canal 11 de la Universidad de Chile, con su propio programa "Masamigos", que duró de 1983 a 1985, luego dejaron Canal 11 de la Universidad de Chile y Canal 7 les pidió que se encargaran de la música de El Rincón del Conejito, un programa infantil.
En los siguientes años públicaron los álbumes "Yo me expreso" (1981), "A la ronda..." (1981), y "¡¡Vengo a convidarte!!" (1983), en los cuales se encuentran canciones como "Ronda de los amigos", "Caracol Agustín", "Una Cuncuna", "Mazamorra del poroto Coscorrón", "Ay Martín", y "La chinita Margarita". Al igual que el début, éstos discos combinan una mezcla de canciones originales y covers de clásicos del folklore hispanoamericano, como "Alicia va en el coche".
El repertorio del grupo está basado en canciones originales, mas no ha dejado de lado la recopilación de obras tanto de ayer y de hoy que signifiquen un aporte al mundo infantil y al patrimonio musical en general, con arreglos que no sólo estimulen la musicalidad sino también la imaginación y el sentido creativo de los niños. Sus canciones son muy nutridas en todo aspecto, vocal e instrumental, creaciones individuales, en donde cada integrante aporta valiosamente. Principalmente las canciones de Mazapán nacen por las percepciones, pensamientos, sentimientos, sueños, juegos, penas, pero también alegrías, de los niños que han crecido a su alrededor.
El grupo se ha mantenido activo sin pausas hasta la fecha, publicando álbumes musicales, libros, y participando de programas de televisión y conciertos en vivo.

## Integrantes
El grupo está conformado por  seis mujeres, todas las cuales fueron fundadoras del conjunto, junto a Cecilia Echenique, quien formó parte de éste durante 10 años.
- Cecilia Álamos
- Victoria Carvallo
- María de la Luz "Lulú" Corcuera
- Carmen Lavanchy
- Verónica Prieto
- Michelle Salazar

Junto al trabajo musical en Mazapán lo que implica, componer, ensayos periódicos, investigación, arreglo de canciones, interpretación vocal e instrumental, grabación de discos y vídeos y presentaciones en público, han desarrollado una extensa labor docente en colegios, jardines infantiles, universidades y en diferentes establecimientos educacionales.

## Su legado musical
Los textos de sus canciones, llenos de humor y amor, fantasía e ingenio, emergen desde la perspectiva del mundo infantil.
En el aspecto musical, el grupo utiliza una gran variedad de instrumentos e incursiona en diferentes estilos y sonoridades, que hacen de sus canciones una experiencia inolvidable.
En cuerdas pueden tocar violas, mandolinas, balalaicas rusas, guitarras, tiples y demases, toda la familia de flautas dulces, Variados instrumentos de percusión, algunos de origen africano, también 

## Llegada a la televisión
El programa educativo de Teleduc “Yo me expreso” de Canal 13 formó un ciclo destinado a la expresión infantil, la pintura, la escultura, la literatura, la religión y claro, la música son abordados y se le ofrece a Mazapán musicalizar el espacio dedicado a esta última. La misma idea se dio en Televisión Nacional en el programa “El rincón del conejito TV”, en él, con dibujos animados los niños de entonces veían y escuchaban las canciones que eran el telón de fondo de aquel programa. Hasta ese momento las integrantes no aparecían en pantalla. No fue hasta que Marta Blanco, entonces directora de Teleonce, les escucha en un recital y se les acerca con la idea de proponerles un programa educativo infantil. No existía ninguno hasta ese momento. El concepto apuntaba a un espacio realmente infantil, con bellas y apropiadas canciones, pasatiempos llenos de cultura y entretención, donde no se grite como locos y donde de verdad, se les entregue mucho amor a los niños, y todo con dulzura, presentan en tal sentido un proyecto que satisface las expectativas de la directora y el programa sale al aire en una época en que las presiones mediáticas no eran las de hoy. Es decir, nunca estuvo la preocupación por un índice de audiencia ni por publicidad. Eran amas y dueñas de crear y poner en pantalla lo que se les ocurriese. Trabajaron con gente entusiasta y talentosa como Pablo Núñez, quien tiene un alto cargo en el Teatro Municipal de Santiago y siempre se les facilitó el camino para priorizar calidad antes que cualquier cosa. Luego de dos exitosas temporadas, Televisión Nacional de Chile (TVN) se interesa en ellas con ofrecimientos muy tentadores, de modo fundamental, la posibilidad de ser vistas por niños de Arica a Punta Arenas. El esquema didáctico es el mismo, básicamente entretener e incentivar a los niños para que realicen actividades creativas en sus propias casas, a través de un lenguaje universal: la Música. Su salida de TVN fue intempestiva, terminándose antes la temporada por diferencias con la plana directiva del canal. Es destacable que nunca transaron con sus ideales como hubiese sido vender arte por marketing. En una ocasión rechazaron de plano la idea de incorporar una marca de juguetes en el programa, ya que ello les parecía inadecuado dada su permanente preocupación por lo que aparecía en pantalla.

## Producción

### Discografía
Mazapán posee una vasta historia musical, un par de videos y libros de música en el mercado nacional.
Mazapán ha enfocado en música para niños. Estos son todos los títulos:
- Cuento y canciones infantiles - octubre de 1980
- Yo me expreso - agosto de 1981
- A la ronda... - noviembre de 1982
- ¡¡Vengo a convidarte!! - octubre de 1983
- Saltemos bailemos - noviembre de 1985
- Cantando con Mazapán... juguemos - septiembre de 1986
- Esta noche bailaré - diciembre de 1986
- La nave espacial - octubre de 1987
- De norte a sur - diciembre de 1988
- Los instrumentos - noviembre de 1989
- Érase una vez... - noviembre de 1991
- Tía Mirlí - junio de 1995
- Mr. Pugh - noviembre de 2001
- Canta aleluya alelú - diciembre de 2003
- Los juguetes del niño Jesús - diciembre de  2004
- Sing and play - agosto de 2009
- La ballena Filomena - noviembre de 2019

### Compilaciones
- Mazapán... Antología (10, 10, 10) - marzo de 1990
- Lo mejor de Mazapán - junio de 1991
- Volumen II - octubre de 1994

## Producción audiovisual
- 1992: La cuncuna amarilla
- 1992: Érase una vez
- 1999: Canciones, juegos y poesías
- 2003: Canciones, juegos y cuentos con Mazapán
- 2012: Mazapán "Masamigos" (edición de los programas de Canal 11, hoy Chilevisión)
- 2019: Mazapán Animado, producido con colaboración del fondo del Consejo Nacional de Televisión (CNTV) y apoyado por CORFO.

## Libros
La Editorial Universitaria fue la primera en editar dos libros con la música de Mazapán, los cuales incluían un casete o CD, según la época y la ilustración y las partituras de las canciones para ser tocadas en guitarra. 
- 1986: Cantando con Mazapán... Juguemos
- 1988: De norte a sur

Recientemente, Pehuen Editores sacó al mercado los libros de los primeros álbumes de Mazapán incluyendo los arreglos originales de las canciones y los respectivos acordes para guitarra.

## La cercanía con el público
Actualmente siguen con proyectos como grupo, nunca se han separado y no piensan hacerlo, según ellas seguirán cantando hasta que sean muy ancianas, preparan las canciones para su próximo disco y como no pueden dejar la modernidad preparan un DVD con lo mejor de su repertorio, cortinas de juegos, muestras de arte en pintura, escultura y muchos sonidos, ya que ahora no solo piensan en sus hijos sino que también en nietos y muchos sobrinos que se han ganado en los recitales, los que , una vez concluidos se acercan y las llaman cariñosamente “Tías”, por ende la respuesta de Mazapán a ese afecto honesto consiste en prepararles cosas de mucho contenido y calidad. Nunca han dejado de dar recitales, el contacto directo con el público es para cualquier cantante solista o grupo lo que más nutre el espíritu, juegan con “su” público, interactúan y se disfrazan para deleitar a los asistentes con alegres colores, simpáticas coreografías e instrumentos muy afinados y dispuestos a sonar para encantar a niños y a los que tienen alma de niños.

## Reconocimientos
Una vez que salió del radio de colegios y universidades y se hizo más masivo, Mazapán acaparó la atención de la crítica especializada, nadie fue indiferente al talento y a la entrega artística del grupo, lo que le valió una serie de reconocimientos. A continuación un detalle de algunos de ellos;
- 1983	Mejor Programa Infantil

Círculo de Críticos de Arte
Consejo Nacional de Televisión
- 1984	Mejor Programa Infantil, por segundo año consecutivo

Círculo de Críticos de Arte
Consejo Nacional de Televisión
- 1985	“Mujeres destacadas del Año” Revista Carola

Premio Revista Panorama Bits
- 1986 	Orden al Mérito “Matilde Huici”

Junta Nacional de Jardines Infantiles
- 1993	Premio a la Trayectoria

Editorial Los Andes
- 2024 Premio a la Música Nacional Presidente de la República, categoría Música Popular.